# L'ajo nell'imbarazzo
L'ajo nell'imbarazzo è un'opera buffa in due atti di Gaetano Donizetti. Il libretto, denominato "Melodramma giocoso in due atti" è di Jacopo Ferretti ed è tratto dalla omonima commedia del 1807 di Giovanni Giraud, che era già stata adattata per l'opera da altri librettisti e compositori.
Fu rappresentata per la prima volta con grande successo al Teatro Valle di Roma, il 4 febbraio 1824. Fu la prima opera di Donizetti a entrare nel giro dei teatri italiani e esteri.

## Storia delle rappresentazioni
L'opera ebbe rappresentazioni in molte città italiane. L'Ajo fu il primo dei lavori di Donizetti rappresentato all'estero, con produzioni a Vienna, Dresda, Barcellona e Rio de Janeiro.
Per l'allestimento previsto a Napoli nel 1826, Donizetti rivedette l'opera, che con il titolo Don Gregorio andò in scena al Teatro Nuovo (Napoli) nel giugno del 1826. Lo stesso anno, vi fu una rappresentazione anche alla Scala. Il 1828 arrivò a Barcellona e il 28 luglio 1846 a Londra, poi sembra essere scomparso fino al XX secolo. L'Ajo fu dato a Bergamo nel 1959, ma fu la messa in scena con successo del Festival di Wexford nel 1973 che lo portò ad apparire in altre quattro città europee, tra il 1975 e il 1990. Nel frattempo, una produzione televisiva italiana era stata trasmessa nel 1964. Nel 2006 il Festival di Wexford ha prodotto un nuovo allestimento sulla base dell'edizione critica del Don Gregorio, curata da Maria Chiara Bertieri per la Fondazione Donizetti. La produzione, di grandissimo successo (interpreti Paolo Bordogna, Bruno Taddia, Elizaveta Martyrosian, Danilo Formaggia, Vicenç Esteve, Sabina Willeit. Direttore: Michele Mariotti. Regia: Roberto Recchia), è stata poi rappresentata a Bergamo, a Fano e a Catania. Una registrazione video è stata realizzata da esibizioni dal vivo al Teatro Donizetti nel novembre 2007.

## Cast delle prime rappresentazioni
| Personaggio | Interprete (1824)   | Interprete (1826)     |
| ----------- | ------------------- | --------------------- |
| Don Giulio  | Antonio Tamburini   | Felice Pellegrini     |
| Enrico      | Savino Monelli      | Antonio de Bezzi      |
| Gilda       | Ester Mombelli      | Giacinta Canonici     |
| Pippetto    | Giovanni Puglieschi | -                     |
| Gregorio    | Nicola Tacci        | Carlo Casaccia        |
| Leonarda    | Agnese Loyselet     | Francesca Checcherini |
| Simone      | Luigi de Dominicis  | Giovanni Pace         |

## Trama
L'opera si svolge all'inizio del XIX secolo, in una non precisata città italiana.
Il Marchese Giulio esige che i suoi figli, Enrico e Pippetto, crescano nella più totale ignoranza di ogni questione sessuale. Enrico però ha segretamente sposato Gilda, e i due hanno anche un figlio. Esasperato dalla vita che è costretto a condurre, il giovane chiede l'aiuto dell'anziano precettore Gregorio, e gli fa incontrare la moglie. Quando giunge il marchese, Gilda rimane intrappolata nella camera di Gregorio. La giovane si preoccupa, perché deve allattare il bambino: Gregorio è costretto ad andare a prendere il bambino e portarglielo, nascosto sotto il suo mantello. Leonarda, una vecchia serva della casa, informa il marchese dei suoi sospetti; don Giulio scopre Gilda, ma è convinto che sia l'amante del precettore. Nella tempestosa scena che segue, che coinvolge tutti i personaggi, la verità viene finalmente a galla. Il marchese dapprima vorrebbe cacciare e diseredare Enrico per lasciare tutto a Pippetto, poi il deciso intervento di Gilda lo spinge al ripensamento e nella famiglia torna la serenità.

## Struttura musicale
- Ouverture

### Atto I
- N. 1- Introduzione Mi traduca dal volgare (Gregorio, Pippetto, Leonarda, Simone, Coro)
- N. 2 - Cavatina di Giulio Basso, basso il cor mi dice
- N. 3 - Scena e duetto Gregorio-Giulio Questi miei figli - Le dirò...così...a quattr'occhi
- N. 4 - Cavatina di Enrico Nel primo fior degl'anni
- N. 5 - Scena e Cavatina di Gilda Qual azzardo! A un mio cenno - Figlia son d'un colonnello (Enrico, Gilda)
- N. 6 - Terzetto Gregorio-Gilda-Enrico Come? Come?
- N. 7 - Duetto Gregorio-Gilda Cara mia, ci vuol pazienza
- N. 8 - Finale I Sentiste? Vedeste? ~ Don Giulio cercate (Leonarda, Pippetto, Giulio, Gregorio, Enrico, Coro, Simone)

### Atto II
- N. 9 - Duetto Enrico-Gilda I trasporti del tuo core
- N. 10 - Aria Gregorio Zitta, zitta, non piangete (Gregorio, Gilda, Enrico)
- N. 11 - Scena e Terzetto Gilda-Enrico-Giulio Ah! Chi sarà? - Signor...
- N. 12 - Quintetto Alma rea! (Giulio, Gregorio, Gilda, Enrico, Leonarda)
- N. 13 - Coro Leonarda che fu? (Pippetto, Coro, Leonarda, Simone)
- N. 14 - Rondò finale Gilda Quel tuo sorriso o padre (Gilda, Giulio, Gregorio, Enrico, Simone, Coro)

Per la messa in scena del Don Gregorio del 1826, Donizetti scrisse due nuove brani: essi sono Come un asino, maestro, un duetto fra Gregorio e Pippetto che si colloca dopo il N. 4, ed un duetto di raccordo fra Gilda e Leonarda, Nella camera soletta, da eseguirsi in luogo del N. 9. Nel contempo, veniva tagliato il duetto fra Enrico e Gilda.

## Discografia
| Anno | Cast (Gilda, Enrico, Giulio, Gregorio)                                 | Direttore, Orchestra e Coro | Etichetta                                                                     |
| ---- | ---------------------------------------------------------------------- | --- | ----------------------------------------------------------------------------- |
| 1959 | Dora Gatta, Salvatore Gioia, Guido Mazzini, Renato Capecchi            | Adolfo Camozzo, Orchestra e Coro del Teatro Donizetti di Bergamo | LP: Melodram MEL 152 (2 LP, 1980)                                             |
| 1963 | Cecilia Fusco, Ugo Benelli, Antonio Boyer, Renato Capecchi             | Franco Ferrara, Orchestra Filharmonica di Roma | LP: RCA MLD/SLD 20220; RCA GL 70351                                           |
| 1973 | Silvia Baleani, Suso Mariategui, Manuel González, Richard McKee        | Kenneth Montgomery, Orchestra Radiotelefis Eireann | LP: Unique Opera Records UORC 152 (2 LP) LP: Mauro R. Fuguette MRF 149 (2 LP) |
| 1984 | Luciana Serra, Paolo Barbacini, Alessandro Corbelli, Enzo Dara         | Bruno Campanella, Orchestra e Coro del Teatro Regio di Torino | Audio CD: Warner Fonit Cat: 3984 29178-2                                      |
| 2007 | Elizaveta Martirosyan, Giorgio Trucco, Giorgio Valerio, Paolo Bordogna | Stefano Montanari, Orchestra e Coro del Bergamo musica Festival (Registrato dal vivo al Teatro Donizetti di Bergamo, 2–4 novembre; è la prima registrazione mondiale in DVD della versione di Napoli del 1826) | DVD: Dynamic Cat: 33579                                                       |